# سهره کوهستانی برانت
سهره کوهستانی برنت (نام علمی: Leucosticte brandti)، همچنین به عنوان سهره کوهستانی سرسیاه شناخته می‌شود، گونه‌ای سهره از تیرهٔ سهرگان (Fringillidae) است که در افغانستان، بوتان، چین، هند، قزاقستان، نپال، پاکستان، روسیه، تاجیکستان و ترکمنستان یافت می‌شود. زیستگاه طبیعی آن علفزار معتدل است.

## منابع

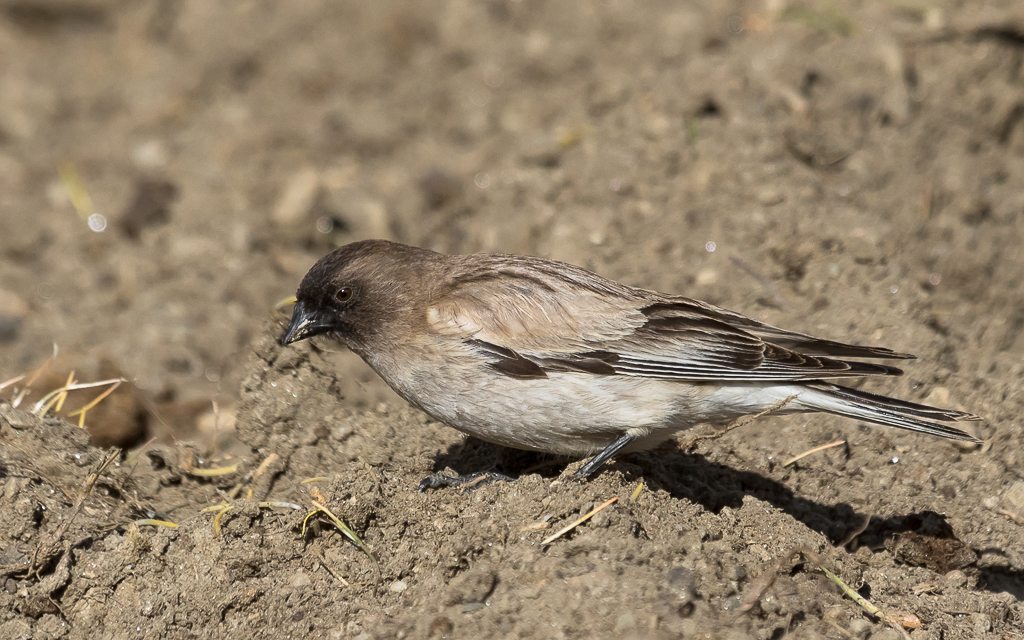
سهره کوهستانی برنت یا سهره کوهستانی سرسیاه (Leucosticte brandti) - 1904